# ララン (エトルリア神話)
ララン（Laran）は、エトルリア神話における戦の神。美術においては、鉄兜を被り、槍を持つ裸体の若者として描かれる。ギリシャ神話のアレースおよびローマ神話のマールスに相当する。他の戦神と同様、火と太陽に関係する。ただし、平和を維持する責任が属性の一つであり、その点は他と一線を画す。配偶神は愛と豊穣をつかさどるトゥランで、ローマ神話のウェヌスに相当する。